# فدراسیون بین‌المللی ساواته
فدراسیون بین‌المللی ساواته(FISAV) نهاد حاکم جهانی برای ورزش ساواته است. این سازمان به ترویج ورزش رزمی و مبارزه‌ای اختصاص داده شده‌است. در حال حاضر ۶۳ کشور عضو دارد. این سازمان مسابقات قهرمانی دو ساله جهان و قاره را برگزار می‌کند، در حالی که کشورهای عضو آن‌ها مسابقات کشوری را برگزار می‌کنند.

## تاریخچه
در طول دهه‌های ۱۸۸۰ و ۱۸۹۰ جوزف چارلمونت و لوئیز آلبرت روش‌ها و حرکات مختلف رزمی را ایجاد کردند و «سبک آکادمیک» ورزش را ایجاد کردند اما با تنظیم آن متناسب با خواسته‌های مدرن این ورزش مخالف بودند. تا سال ۱۹۴۴ دو دیدگاه جداگانه از ورزش رزمی وجود داشت: تمرین کنندگان سفید که طرفدار مبارزات کامل رینگی بودند و تمرین کنندگان آکادمیک که مخالف این امر بودند.
در سال ۱۹۶۵ کمیته ملی بوکس فرانسه تأسیس شد. این دو دیدگاه برای عضویت در سازمان با یکدیگر رقابت کردند. در سال ۱۹۷۳ کمیته ملی بوکس فرانسه تحت کنترل سیستم دانشگاهی قرار گرفت. مخالفان آنها سازمان جدیدی به نام فدراسیون ملی بوکس فرانسوی (ساواته) تأسیس کردند. در سال ۱۹۷۶ دولت فرانسه حق رسمی آموزش را به این سازمان اعطا کرد.
در مارس ۱۹۸۵ دو سازمان گرد هم آمدند و «فدراسیون بین‌المللی بوکس فرانسوی ساواته» را بنیان نهادند که در اکتبر ۱۹۹۹ به فدراسیون بین‌المللی ساواته تغییر نام یافت.

## ساختار
همه ۶۳ کشور عضو وابسته به فدراسیون بین‌المللی ساواته دارای قدرت رأی دادن در مجمع عمومی هستند که هر دو سال یکبار برگزار می‌شود. یک جلسه فوق‌العاده مجمع عمومی ممکن است توسط هیئت مدیره فراخوانده شود یا سه چهارم کشورهای عضو آن را درخواست کنند.
در جلسه مجمع عمومی گزارش‌های مدیریتی ارائه می‌شود و بحث در مورد وضعیت مالی و حقوقی سازمان انجام می‌شود. مجمع عمومی نهادی است که رئیس و هیئت رئیسه خود را انتخاب می‌کند.
خود این سازمان توسط هیئت رئیسه، رئیس، یک یا دو معاون رئیس، دبیرکل، خزانه دار و تعداد دیگری از افراد که ۲۰ عضو هیئت مدیره را تشکیل می‌دهند، اداره می‌شود.

## قوانین و فنون
در ساواته فقط ضربات مشت و ضربات پا مجاز است، برخلاف کیک‌بوکسینگ یا موای تای که ضربات زانو را نیز می‌زنند.

## تاریخچه ریاست
- ژان ماری روسو ۱۹۸۵–۱۹۸۹
- آلن سالومون ۱۹۸۹–۱۹۹۲
- میشل راجر ۱۹۹۲–۲۰۰۱
- الکساندر والنیر ۲۰۰۱–۲۰۰۳
- ژان هوئل ۲۰۰۳–۲۰۰۷
- ژیل لو ۲۰۰۷–۲۰۱۰
- جولی گابریل ۲۰۱۰

## قهرمانی جهان

### مسابقات قهرمانی جهان ۲۰۱۹
مسابقات قهرمانی جهان ۲۰۱۹ در حمامات تونس برگزار شد. خود این مسابقات در حمامات، میلان، واندور، لا موته سرولوکس، پرپینیان، داکار و تونس برگزار شد. هر دو مبارز زن و مرد در هشت رده وزنی مختلف به رقابت پرداختند.
| مردان       | مقام اول         | مقام دوم         | مقام سوم                        | زنان        | مقام اول      | مقام دوم       | مقام سوم                          |
| ----------- | ---------------- | ---------------- | ------------------------------- | ----------- | ------------- | -------------- | --------------------------------- |
| ۵۶ کیلوگرم  | ماتیو بوچر       | کنتا فونایاما    | داریو کنتاک عزیز حمراوی         | ۴۸ کیلوگرم  | کلوئی ناندی   | Ibtissem Smii  | کارینا تاتیانچنکو کاترینا مونتیرو |
| ۶۰ کیلوگرم  | سرگئی شوچرباچنکو | رایانه ایماسودات | گابریل کوبزارو میگل کلومه       | ۵۲ کیلوگرم  | مگان عموری    | ماریکو هارا    | ربکا ماندفو مایول لوسیا رگوات     |
| ۶۵ کیلوگرم  | امین فدال        | نارک باباژانیان  | رادوئه استوانوویچ یین وانگ      | ۵۶ کیلوگرم  | کیارا وینسیس  | فلورا یانگ     | کریستینا داولیچ آلینا آندوشچنکو   |
| ۷۰ کیلوگرم  | دیمین فابرگاس    | جووان استوانوویچ | آمینه ژیانی نورلان گادیموف      | ۶۰ کیلوگرم  | آدری گیوم     | هانا کوپینا    | صوفیا کاوالو غفانه رضزنی          |
| ۷۵ کیلوگرم  | محمد دیابی       | ایوری زامیرخورا  | اوگنجن رائوکوویچ ایویکا یاکوپیچ | ۶۵ کیلوگرم  | سارا سورل     | امل عبدسلم     | مونیکا بابیچ                      |
| ۸۰ کیلوگرم  | کریستوفر بروژیرو | نیکولای ایرناتسف | منگ دینگ لنی کروکوس             | ۷۰ کیلوگرم  | لورنا صادقانه | تیجانا ووکوویچ | ثریا البوزیدی                     |
| ۸۵ کیلوگرم  | ماتئو لوکا       | دیمروف بولگاکوف  | تورال بایراموف الکسی لوگوینف    | ۷۵ کیلوگرم  | احلم گریست    | مهناز امینی    |                                   |
| ۸۵+ کیلوگرم | رومین فالندری    | دراگولوب بووان   | ایوری ساراژان سید مهدی حسینی    | ۷۵+ کیلوگرم | مولکا عیدی    | ملیسا کولفنک   | شارون کلیر الهام عبدی             |

### مسابقات قهرمانی جهان ۲۰۱۷
مقدماتی قهرمانی جهان ۲۰۱۷ در واراژدین کرواسی برگزار شد. خود این قهرمانی در مارتینیک، واندور، لا موته-سروولکس، هانگژو و تولوز برگزار شد. مبارزان مرد در هشت وزن و مبارزان زن در هفت وزن وزن به رقابت پرداختند.
| مردان       | مقام اول         | مقام دوم            | مقام سوم                         | زنان        | مقام اول       | مقام دوم          | مقام سوم                        |
| ----------- | ---------------- | ------------------- | -------------------------------- | ----------- | -------------- | ----------------- | ------------------------------- |
| ۵۶ کیلوگرم  | یوان پنگ         | یانیس گوسف          | کنتا فونایاما آلبرتو مندز سیلوا  | ۴۸ کیلوگرم  | کلوئی ناندی    | کارینا تاتیانچنکو | جنیفر گالوپین الیسا پیکولو      |
| ۶۰ کیلوگرم  | نارک باباژانیان  | آمین بوتیچی         | یوان کولارت کیسوکه تاکاهاشی      | ۵۲ کیلوگرم  | مارگوت بویجو   | ربکا ماندفو       | آناستازیا کونوالچاک ماریکو هارا |
| ۶۵ کیلوگرم  | امین فدال        | لوکا لشکوویچ        | برایان فرانسوا فیلس بکخان سادایف | ۵۶ کیلوگرم  | ماتیلد مگنیر   | کیارا وینسیس      | سعیده فردایی جونجیا لی          |
| ۷۰ کیلوگرم  | ابراهیم کناته    | چارلز دنیس          | حسین حیانی لیچایی ایلیا فریمانوف | ۶۰ کیلوگرم  | مورین عاطف     | والنتینا کری      | سری گریمل رقیه سلطانی نگار      |
| ۷۵ کیلوگرم  | کوین آلبرتوس     | میکیتا رادیونوف     | رومین مالگین آنتون ویلیچیچ       | ۶۵ کیلوگرم  | سیریل ژیرودیاس | ماریانا کوسی      | مینا کرمی سابرین گبلوی          |
| ۸۰ کیلوگرم  | کریستوفر بروژیرو | لیلی یوان           | گوران سوچویچ اندرو گریفین        | ۷۰ کیلوگرم  | کانل لگر       | تیجانا ووکوویچ    | مورگان الکساندر                 |
| ۸۵ کیلوگرم  | رومین فالندری    | جمشید اشگار گیوه چی | دوک نوامرو مارکو گوسپوچیچ        | ۷۵+ کیلوگرم | ویدز یونسی     | کلارا روسیچ       |                                 |
| ۸۵+ کیلوگرم | فارل آکوآن       | نیکولای نیکیتنکو    | رامزا کبیر سید مهدی حسینی        |             |                |                   |                                 |

### مسابقات قهرمانی جهان ۲۰۱۵
مسابقات قهرمانی جهان در لا روش سور یون فرانسه برگزار شد. خود این مسابقات در مارتینیک، سن پترزبورگ، واندوور و آمیان برگزار شد.
| مردان       | مقام اول        | مقام دوم          | مقام سوم                       | زنان        | مقام اول         | مقام دوم           | مقام سوم                        |
| ----------- | --------------- | ----------------- | ------------------------------ | ----------- | ---------------- | ------------------ | ------------------------------- |
| ۵۶ کیلوگرم  | جری بارت        | یوان پنگ          | آنتونیو هورواتیچ جرالدو توماسو | ۴۸ کیلوگرم  | کلوئی ناندی      | الیسا پیکولو       | ربکا ماندفو النا میتروفان       |
| ۶۰ کیلوگرم  | جاناتان بونه    | نارک باباژانیان   | لیگه تنگ مانوئل گارسیا سانچز   | ۵۲ کیلوگرم  | سینتیا گونزالس   | آدلین رابین        | آناستازیا کونوالچاک ماریکو هارا |
| ۶۵ کیلوگرم  | عزیز عبدلویی    | آدونی ایگلسیاس    | ایوان سچی دیمیتری پرودوف       | ۵۶ کیلوگرم  | ژاکلین برود      | آنا ولووبوا        | جووانا میلوانوویچ لی شیائوشیائو |
| ۷۰ کیلوگرم  | لودوویچ نسیبو   | آرتور ذاکیرکو     | ایوان موراتکین دامجان مارکوویچ | ۶۰ کیلوگرم  | ماریون مونتاناری | ریما گولوبوا       | ورونیکا پاریسی ویدا ساموتورکان  |
| ۷۵ کیلوگرم  | Redouane Derras | آنتون ویلیچیچ     | یونگ خو مروان عاطفی            | ۶۵ کیلوگرم  | سیریل ژیرودیاس   | Xuetao یوان        | تئودورا مانیچ آنوکا ولوتینن     |
| ۸۰ کیلوگرم  | دیلن کالین      | علی رضا جدید      | بینگ لیو                       | ۷۰ کیلوگرم  | کانل لگر         | سرنا بورگیو        | مورگان الکساندر                 |
| ۸۵ کیلوگرم  | هربرت دانوئیس   | میلوس گلیچ        | سیلویو هوروات آلن ون د مارکت   | ۷۵ کیلوگرم  | Nives Radić      | شارون کلیر         |                                 |
| ۸۵+ کیلوگرم | باستین کالین    | جوزپه مونگیاردینو | نینو ولادوشیچ جووان ایکیچ      | ۷۵+ کیلوگرم | ویدز یونسی       | کارینه ساندرین بری |                                 |

### مسابقات قهرمانی جهان ۲۰۱۳
مسابقات قهرمانی جهان مردان در سال ۲۰۱۳ در کلرمون فران فرانسه برگزار شد، در حالی که مسابقات جهانی زنان در کلرمون فراند و هاینان چین برگزار شد. مردان در هشت مسابقه و زنان در هفت وزن شرکت کردند.
| مردان       | مقام اول                | مقام دوم               | مقام سوم                            | زنان       | مقام اول      | مقام دوم         | مقام سوم                       |
| ----------- | ----------------------- | ---------------------- | ----------------------------------- | ---------- | ------------- | ---------------- | ------------------------------ |
| ۵۶ کیلوگرم  | اوسمان سر               | لوران جانی راکوتوندراب | ریچارد کربن Maksym Fatych           | ۴۸ کیلوگرم | الیسا پیکولو  | عبدالعزیز راهنما | برنادت راواواریسوآ ماریکو هارا |
| ۶۰ کیلوگرم  | جاناتان بونه            | ویکتور اسلاوینسکی      | Predrag Šimunec یانگ لینگ           | ۵۲ کیلوگرم | مارگوت بویجو  | اوگنیا سیویری    | لیدیا کوتور مارتا مورو         |
| ۶۵ کیلوگرم  | لوران اولیویه هلال احمر | بوریس اسر              | الکساندرو نیتا روسلان عبدینوف       | ۵۶ کیلوگرم | آنیسا مکسن    | سلین ایگلسیس     | اولگا گاوریلووا الیسا باربینی  |
| ۷۰ کیلوگرم  | جورجی فرنانته           | دمیترو روماننکو        | دامجان مارکوویچ جورجی شووداتواشویلی | ۶۰ کیلوگرم | سیریل جوردیاس | ریما گولوبوا     | ماریا پتریچ                    |
| ۷۵ کیلوگرم  | تونی آنچلین             | آندری استودنیکوف       | ولدیمیر اسکوپوفسکی مروان عاطفی      | ۶۵ کیلوگرم | جولی برتون    | آنوکا ولوتینن    | نیژا سبائی استفیکا بوبنجاریچ   |
| ۸۰ کیلوگرم  | دامیر پلانتیچ           | الکساندر سیدورکین      | محمد سیف خلیفه سیهان آکاگوندوز      | ۷۰ کیلوگرم | بلاندین ژوارد | سرنا بورگیو      | یودان بائو ایانا شمید          |
| ۸۵ کیلوگرم  | الکسی ساچیوکو           | Mykyta Chub            | رومین فالندری زوران روماک           | ۷۵ کیلوگرم | Nives Radić   | ویدز یونسی       | نینا وهر                       |
| ۸۵+ کیلوگرم | فابریس اورینگ           | Zvonimir Marti Mart    | جوزپه مونگیاردینو ویکتور گوریاچکون  |            |               |                  |                                |

### مسابقات قهرمانی جهان ۲۰۱۱
مسابقات قهرمانی جهان مردان در سال ۲۰۱۱ در میلان ایتالیا در هشت وزن انجام شد.
| مردان       | مقام اول        | مقام دوم               | مقام سوم                               |
| ----------- | --------------- | ---------------------- | -------------------------------------- |
| ۵۶ کیلوگرم  | دیمیتری سویر    | لوران جانی راکوتوندراب | لورنزو پارودی پالی دمبله               |
| ۶۰ کیلوگرم  | Predrag Šimunec | اوزکان کویروک          | روسلان عبدیموف                         |
| ۶۵ کیلوگرم  | ابراهیم کناته   | گاگنی بارادجی          | ویکتور وزلیوتچف روبرتو موسو            |
| ۷۰ کیلوگرم  | محمد دیابی      | گوران بوروویچ          | لئوپولد سزار آدریاناکا ایگور سیوولجیکی |
| ۷۵ کیلوگرم  | تونی آنچلین     | آندری استودنیکوف       | آنتون ویلیشیچ ایسام برهومی             |
| ۸۰ کیلوگرم  | وندی فور        | دامیر پلانتیچ          | لوبومیر سستیچ الکسی ساچیوکو            |
| ۸۵ کیلوگرم  | نبیل فجری       | میلوس گلیچ             | برانیسلاو پلاوچیچ جفری دلهز            |
| ۸۵+ کیلوگرم | فردریک هینی     | آگرون پرتنی            | جولیان بدیا                            |